# Adalbertia dumonti
Adalbertia dumonti là một loài bướm đêm trong họ Geometridae.